# Киарамонти
Киарамо̀нти (на италиански: Chiaramonti; на сардински: Tzaramonte, Царамонте, на местен диалект Chjaramonti, Кярамонти) е село и община в Южна Италия, провинция Сасари, автономен регион и остров Сардиния. Разположено е на 430 m надморска височина. Населението на общината е 1748 души (към 2010 г.).